# After: Polibek
After: Polibek je americký romantický film z roku 2019, jehož režisérkou je Jenny Gage a scénář napsaly Susan McMartin, Tamara Chestna a Jenny Gage. Film je inspirován stejnojmennou knihou Anny Todd, vydané v roce 2014. Ve filmu hrají hlavní role Josephine Langford a Hero Fiennes-Tiffin. Film měl premiéru ve Spojených státech dne 12. dubna 2019 a v Česku o den dříve, 11. dubna. Dne 19. května 2019 bylo potvrzeno pokračování After: Přiznání, jehož premiéra byla 3. září 2020

## Obsazení
- Josephine Langford jako Tessa Young
- Hero Fiennes-Tiffin jako Hardin Scott
- Shane Paul McGhie jako Landon Gibson
- Samuel Larsen jako Zed Evans
- Khadijha Red Thunder jako Steph Jones
- Swen Temmel jako Jace
- Inanna Sarkis jako Molly Samuels
- Peter Gallagher jako Ken Scott
- Jennifer Beals jako Karen Scott
- Pia Mia jako Tristan
- Meadow Williams jako professor Soto
- Dylan Arnold jako Noah Porter
- Selma Blairová jako Carol Young

## Produkce
V roce 2014 získalo studio Paramount Pictures práva na filmovou adaptaci knihy After. Scenáristka Susan McMartin projekt opustila v listopadu 2017. Na úpravu scénáře byla poté najatá Tamara Chestna. Režisérkou a dohled nad scénářem měla Jenny Gage.

### Casting
Dne 8. května 2018 bylo potvrzeno, že hlavní role si ve filmu zahrají Hero Fiennes Tiffin a Julia Goldani Telles. Dvojici si do hlavní role vybrala samotná autorka knihy Anna Todd.
V červenci 2018 musela Telles projekt opustit, kvůli jinému projektu a na její místo byla najatá Josephine Langford.

### Natáčení
Natáčení probíhalo v červnu 2018 v Bostonu v Massachusetts. Kvůli odchodu Telles bylo natáčení pozastaveno. Obnoveno bylo dne 16. července 2018, kdy se natáčelo v Atlantě v Georgii. Skončilo se dne 25. srpna 2018.

## Děj
Hlavní hrdinka jménem Tessa Youngová nastupuje na vysokou školu. Na její kolej ji doprovodí její přítel Noah a její matka. Na koleji se Tessa seznámí se Steph, a její přítelkyni Tristan. Matka Tessy chce, aby Tessa dostala jiný pokoj, protože si myslí, že Steph a Tristan na ni bodou mít špatný vliv. Další den se Tessa potká s Landonem, se kterým se začne kamarádit. Večer se jde Tessa osprchovat a vrátí z koupelny jen v ručníku na pokoj a chce se převléknout, jenže uvidí v odrazu zrcadla Hardina Scotta, který je děvkař. Její kamarádka Steph jí pozve na párty, kam jde s Hardinem, Tessa ale odmítne. Další den Tessa uvidí v kavárně partu ve které je Hardin, Molly, Steph a Zed. Poté jde Tessa odpoledne po škole do školní knihovny, kam za ní přijde Steph a přemluví ji, aby s ní šla na párty. Na párty se Tessa seznámí s „její“ partou. Molly navrhne, aby si zahráli „vadí, nevadí“. Hru začíná Tessa a Molly se jí ptá na její nejbláznivější místo kde měla sex. Tessa odmítne odpovědět jelikož je panna, takže změní na vadí. Dostane za úkol líbačku s Hardinem, tento úkol odmítne jelikož má kluka, a odpoví, že tahle hra ji nebaví. Tessa zavolá Noahovi, který je na ní naštvaný, že je na párty. Tessa vejde do prvního volného pokoje, který je shodou okolností Hardinův. Najde zde její oblíbenou knížku „Na větrné hůrce“. Hardin najde Tessu v jeho pokoji a snaží se jí políbit, ale Tessa odmítne a odejde. Další den při hodině angličtiny má Hardin povědět co si myslí o knížce „Pýcha a předsudek“ s jeho názorem na knihu nesouhlasí Tessa a tak si začnou navzájem vyměňovat své rozdílné názory. Když Tessa vychází společně s Landonem ven z učebny dozví se od něj, že on a Hardin jsou nevlastní bratři, jelikož Hardinův táta, který je rektor na škole kde studují, chodí s Landonovou matkou. Tessa si jde koupit kafe do kavárny, kde potká Hardina, Hardin jí pozve na výlet a Tessa nakonec souhlasí, i když ví, že by se od Hardina měla držet dál. Hardin jí ukáže místo v lese u vody, kde si spolu zaplavou a poté se i líbají. Potom jdou spolu do restaurace, kam přijde Molly a Jace. Hardin řekne Tesse, aby na něj počkala u baru. Tessa řekne Hardinovi, že plánuje říct Noahovi o jejich vztahu, ale Hardin jí řekne, že on s nikým nechodí, takže pokud se chce s Noahem rozejít, tak ať to nehází na něj. Další den Noah překvapí Tessu před školou a společně jdou spolu na táborák, kde je celá parta společně s Hardinem. Začnou hrát hru „Suck and blow“, což je hra, kde si někdo na pusu vloží papírek a musí ho sát a předat ho dalšímu člověku, pokud papírek spadne musí se líbat. Jace schválně papírek upustí, aby mohl líbat Tessu, což Hardina naštve a začne se prát s Jacem. Když Noah a Tessa už spí, Landon zavolá Tesse jestli by mohla přijet, protože se něco stalo s Hardinem. Když Tessa přijede k Hardinovi domů, tak uvidí dům který je uvnitř celý vzhůru nohama, jelikož je Hardin naštvaný, nebo spíše zklamaný. V té chvíli si Tessa uvědomí, že jí na Hardinovi záleží, Hardin rozbije láhev od whisky, Tessa ji chce uklidit jenže se pořeže. Tessa a Hardin se poté líbají u něho v pokoji. Další den Noah, zjistí pravdu o vztahu mezi ní a Hardinem, a rozejde se s ní. Matka Tessy zjistí, že chodí s Hardinem a je neskutečně naštvaná a zklamaná, protože si myslí, že má Hardin na Tessu špatný vliv. Hardin a Tessa spolu officiálně chodí. Hardin jim najde byt a přestěhují se do něj. Společně pak jdou na svatbu Hardinova otce a Landonovy matky, kde se Tessa dozví pravdu o tom, proč Hardin nemá rád svého otce. Když se vrátí společně domů, vyspí se spolu. Další den jsou spolu ve vaně, kde Hardin napíše na Tessy záda „Miluji tě“. Molly napíše Hardinovi SMS, že pokud neřekne Tesse pravdu, řekne jí to sama. Hardin odejde aby se sešel s Molly, a Jace napíše Tesse, že pokud chce vědět kde je Hardin, ať přijde k restauraci „U slepého Boba“. Když Tessa přijde do restaurace, Molly ukáže Tesse video ze dne kdy hráli „vadí, nevadí“. Kde Hardin řekne, že přinutí Tessu se do něj zamilovat, a po té to „ukončí“. Tessa utíká z restaurace, Hardin běží za ní a snaží se jí to vše vysvětlit, že ji doopravdy miluje a tohle říkal ještě předtím, než ji poznal. Tessa, ale jede k její matce domů. Na hodině angličtiny profesorka Sotto, předá Tesse práci Hardina, jelikož si myslí, že ta práce je spíš pro Tessu než pro ni. Tessa uvidí fotky, na kterých je ona společně s dopisem, kde se jí Hardin za vše omlouvá. Mezitím co Tessa čte dopis, dojde k místu kde se společně s Hardinem poprvé líbali. Dopis končí větou: „Jednou ses mě ptala koho na světě nejvíc miluju, už vím že tebe.“

## Sequel
Dne 19. května 2019 prezident společnosti Voltage Pictures potvrdil natáčení sequelu podle druhé knihy Anny Todd After: Přiznání. Bylo také potvrzeno, že Josephine Langford a Hero Fiennes-Tiffin si své role zopakují.